# 1806 w muzyce
Wydarzenia muzyczne w 1806 roku.

## Wydarzenia
- 28 stycznia – w paryskim Théâtre Feydeau odbyła się premiera opery Les deux aveugles de Tolède É. Méhula[1][2]
- 25 lutego – w wiedeńskim Theater am Kärntnertor odbyła się premiera opery Fenisca Luigiego Cherubiniego[1][2]
- 17 marca – w Malmaison odbyła się premiera „Tout le monde a tort” Gaspare Spontiniego[1][2]
- 29 marca – w wiedeńskim Theater an der Wien odbyła się druga, rozwinięta premiera opery Leonora Ludwiga van Beethovena[1][2]
- 15 kwietnia – w Wiedniu odbyła się premiera kantaty „Diana ed Endimione” Johanna Nepomuka Hummla[1][2]
- 28 kwietnia – w petersburskim Ermitażu odbyła się premiera opery Un tour de soubrette François-Adriena Boieldieu[1][2]
- 17 maja – w paryskim Théâtre Feydeau odbyła się premiera opery Uthal (Malvina) É. Méhula[1][2]
- 25 czerwca – w paryskim Théâtre Feydeau odbyła się premiera opery Gabrielle d’Estrées, ou Les amours d'Henri IV de France É. Méhula[1][2]
- 29 czerwca – w Wiedniu odbyła się premiera kantaty „Das Fest des Dankes und Freude” Johanna Nepomuka Hummla[1][2]
- 1 lipca – premiera „Overtura Chinesa” Carla Von Webera we Wrocławiu[1][2]
- 9 października – premiera w domu Księcia w Rudolstadt „Koncertu na 2 fortepiany i orkiestrę op. 63” Jana Ladislava Dusseka[1][2]
- 23 grudnia – w wiedeńskim Theater an der Wien odbyła się premiera „Koncertu na skrzypce i orkiestrę op. 61” Ludwiga van Beethovena[1][2]
- 28 grudnia – w petersburskim Ermitażu odbyła się premiera opery Télémaque François-Adriena Boieldieu[1][2]

## Urodzili się
- 3 stycznia – Henriette Sontag, niemiecka śpiewaczka operowa (sopran) (zm. 1854)
- 27 stycznia – Juan Crisóstomo Arriaga, hiszpański kompozytor nazywany „hiszpańskim Mozartem” (zm. 1826)
- 21 kwietnia – Henry Cohen, francuski numizmatyk, bibliograf, muzykolog i kompozytor (zm. 1880)
- 8 maja – Jan Bedřich Kittl, czeski kompozytor (zm. 1868)
- 23 lipca – Eduard Marxsen, niemiecki kompozytor i pianista (zm. 1887)
- 17 sierpnia – Johann Kaspar Mertz, węgierski gitarzysta i kompozytor (zm. 1856)
- 4 grudnia – Johann Friedrich Franz Burgmüller, niemiecki pianista i kompozytor (zm. 1874)
- 6 grudnia – Gilbert Duprez, francuski śpiewak (tenor), kompozytor i pedagog muzyczny (zm. 1896)

## Zmarli
- 11 lutego – Vicente Martín y Soler, hiszpański kompozytor operowy (ur. 1754)
- 23 lutego – John Alcock, angielski organista i kompozytor (ur. 1715)
- 20 marca – Salomea Deszner, polska aktorka i śpiewaczka (sopran) (ur. 1759)
- 4 kwietnia – Józef Zeidler, polski kompozytor (ur. 1744)
- 10 sierpnia – Michael Haydn, austriacki kompozytor, młodszy brat Josepha Haydna (ur. 1737)

## Muzyka poważna
- 9 kwietnia – opublikowano „sonatę fortepianową, Op.54” Ludwiga van Beethovena[1][2]
- 29 października – w wiedeńskim „Wiener Zeitung” opublikowano „Rondo for piano op.19” oraz „Hungarian Dance for piano, Op.23” Johanna Nepomuka Hummla[1][2]
- 3 grudnia – w wiedeńskim „Wiener Zeitung” opublikowano „Wariacje na fortepian op.21” Johanna Nepomuka Hummla[1][2]